# Lybius rubrifacies
Lybius rubrifacies là một loài chim trong họ Lybiidae.